# Jacob Amman
Jacob Amman (även stavat Jakob Ammann), född 12 februari 1644, död innan 1730, grundade amish-rörelsen under åren 1693-1697.
Han tillhörde tidigare mennoniterna.